# Amara aenea
Amara aenea là một loài bọ chân chạy phổ biến trên khắp châu Âu và Bắc Á. Loài này cũng xuất hiện ở một số vùng thuộc Bắc Mỹ.
A. aenea ăn các loài côn trùng khác, chẳng hạn như Rhagoletis pomonella và Aphis glycines, là những loài gây hại trong nông nghiệp. Do vậy, loài này đang nghiên cứu để ứng dụng trong quản lý dịch hại tổng hợp. Ấu trùng của loài này ăn tạp.
Con trưởng thành ăn hạt của Poa trivialis và Poa pratensis.